# Miguel Colomer
Miguel Colomer y Verges (Barcelona, 1822 - Bañeres, 1892) fue un empresario y político español. Se estableció en la provincia de Alicante, donde militó en el Partido Progresista y fue teniente de la Milicia Nacional durante la revolución de 1854. En 1864 participó en la sociedad progresista La Tertulia, desde la que impulsó activamente la revolución de 1868. En 1870 fue nombrado comendador de la Orden de Carlos III.
En 1869 fue elegido alcalde de Alicante hasta 1870, y nuevamente alcalde en 1873. También fue diputado de la Diputación de Alicante entre 1871 y 1872. Fue elegido diputado por el distrito electoral de Monóvar en las listas del Partido Republicano Democrático Federal en las elecciones generales de agosto de 1872, y en las Cortes Españolas fue uno de los diputados que votó a favor de la proclamación de la Primera República Española.
Durante la restauración borbónica mantuvo su militancia republicana y fue uno de los organizadores en Alicante en 1880 del Partido Republicano Progresista, pero en 1881 abandonó el partido para dirigir en Alicante Izquierda Dinástica, con la que el 1882 fue nombrado nuevamente diputado provincial. En 1885 ingresó al Partido Liberal.